# Holdawayella tingiphaga
Holdawayella tingiphaga är en stekelart som beskrevs av Loan 1967. Holdawayella tingiphaga ingår i släktet Holdawayella och familjen bracksteklar. Inga underarter finns listade i Catalogue of Life.